# Monte Negro
Monte Negro este un oraș în Rondônia (RO), Brazilia.